# Eumicrotremus taranetzi
Eumicrotremus taranetzi är en fiskart som beskrevs av Perminov, 1936. Eumicrotremus taranetzi ingår i släktet Eumicrotremus och familjen sjuryggsfiskar. Inga underarter finns listade i Catalogue of Life.